# Tornant Upper

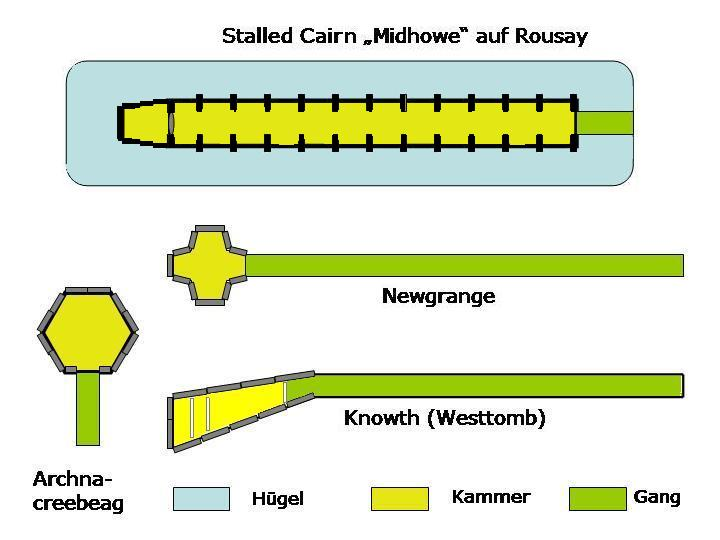
Schema der Passage Tombs

Das Passage Tomb von Tornant Upper liegt auf dem Nordostrand eines West-Ost verlaufenden Höhenzuges mit weiter Aussicht über die umliegende Hügellandschaft im County Wicklow, nahe der Grenze zum County Kildare in Irland.
Die Megalithanlage besteht aus einem Rundhügel von etwa 18,6 m Durchmesser und 1,6 m Höhe, mit einem künstlichen Hohlweg im Westen und einem 0,5 m tiefen und 1,0 m breiten Graben an der Südostseite. Auf der Oberseite des Hügels liegt eine 0,5 m hohe Eintiefung von 1,5 m Durchmesser. Ein dekorierter Stein, der sich jetzt im Nationalmuseum von Irland befindet, stammt angeblich von dieser Stelle und wurde im Jahre 1981 von E. Shee-Twohig untersucht. Im Osten liegen einige große Felsblöcke, die einen Kreis bilden und möglicherweise früher Randsteine des Hügels waren.